# Sakastan

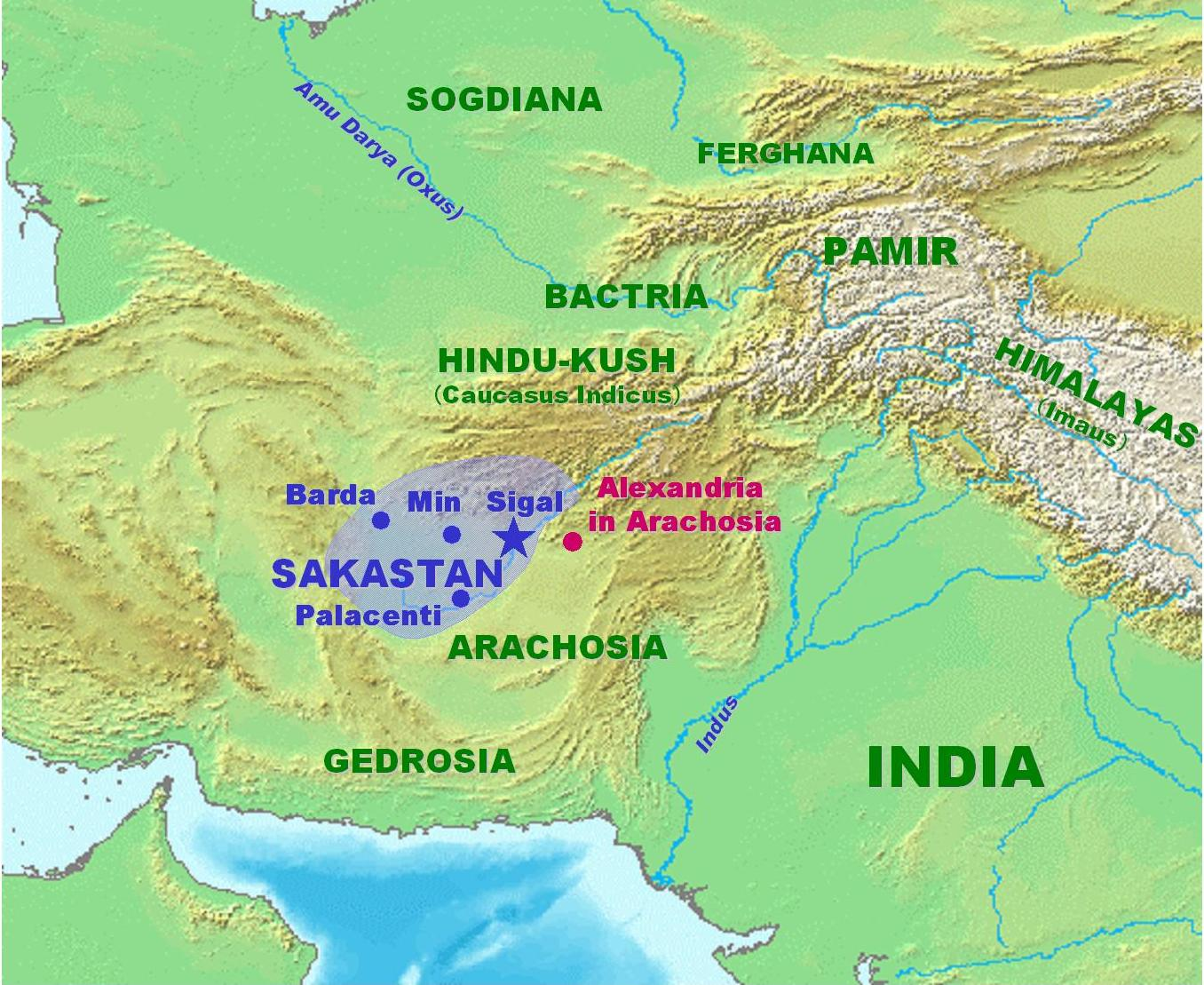
Il Sakastan nel 100 a.C. circa.

Il Sakastan, Sakasthana o Sakasthan era una satrapia dell'Impero sasanide. Corrisponde in parte all'islamico Sīstān (in arabo "Sigistān") e all'odierna regione di Sistan e Baluchistan in Iran e alle parti occidentali di Afghanistan e Pakistan.
Il nome della regione le venne dato dagli Sciti o Saka, una tribù Ariana che risiedette in questa regione a partire dal II secolo a.C., dopo che erano migrati verso sud dallo Yuezhi. Durante la loro espansione nelle regioni orientali dell'Afghanistan, il Sakastan incluse molte altre regioni dell'Afghanistan, Pakistan e Iran. Nel 100 a.C. circa i Sakas invasero la Valle dell'Indo, dove erano noti come Indosciti.
La presenza dei Sakas in Sakastan nel I secolo a.C. viene menzionata da Isidoro di Carace nella sua "Le stazioni della Partia". Spiegò che confinava a quel tempo con la città greca di Alessandria Aracosia a Est, e con il territorio controllato dai Parti di Arachosia a sud:
"Oltre c'è Sacastana della Sacae scita[...]. Ci sono la città di Barda e la città di Min e la città di Palacenti e la città di Sigal; in quel posto c'è la residenza reale dei Sacae; e lì vicino si trova la città di Alessandria (e la vicino si trova la città di Alessandropoli), e sei villaggi." Le stazioni dei Parti, 18.
La parte occidentale di queste regioni divennero in seguito note come Sistan o Seistan.